# Thép đã tôi thế đấy! (phim truyền hình 1999)
Thép đã tôi thế đấy (tiếng Trung: 鋼鐵是怎樣煉成的, tiếng Ukraina: Як гартувалась сталь, tiếng Nga: Как закалялась сталь) là một phim truyền hình chính luận do Hàn Cương và Zhanar Sakhat đồng đạo diễn, được xuất phẩm ngày 1 tháng 10 năm 1999 tại Bắc Kinh.

## Lịch sử
Năm 1999, để kịp dự lễ kỉ niệm 50 năm Quốc khánh Cộng hòa Nhân dân Trung Hoa, Ban tuyên truyền Đảng bộ thành phố Thâm Quyến quyết định chuyển thể tác phẩm Thép đã tôi thế đấy của tác giả Nikolay Ostrovsky thành phim truyền hình nhiều tập. Cùng với Và nơi đây bình minh yên tĩnh, đây là một trong hai sách gối đầu giường của lĩnh tụ Đặng Tiểu Bình - nhân vật được ca tụng là nhà tiên phong cải cách Trung Quốc. Thép đã tôi thế đấy cũng là sách bán chạy thứ 6 tại Trung Quốc tiền Văn Cách.
Theo lời ông Lý Tiểu Cam, trưởng Ban tuyên truyền Đảng bộ thành phố Thâm Quyến: "Sau khi bộ phim truyền hình 'Thép đã tôi thế đấy' ra mắt, có nhiều người hỏi chúng tôi, tại sao Thâm Quyến lại có kế hoạch thực hiện một cuốn phim như vậy.
Thứ nhất, cũng giống như hai ca khúc được Thâm Quyến phát hành gần đây là 'Câu truyện mùa xuân' và 'Bước vào kỉ nguyên mới', Thâm Quyến được coi như cửa ngõ, nơi thử nghiệm cuộc cải cách khai phóng Trung Quốc. Kinh tế thị trường đã tương đối phát triển, nhận thức về hàng hóa tương đối mạnh mẽ và trở thành tụ điểm giao thoa văn hóa Đông Tây. Đã phát sinh nhiều cách lựa chọn lí tưởng, niềm tin và định hướng giá trị, gồm cả hâm mộ những minh tinh giải trí. Chúng tôi cảm thấy rằng, càng trong điều kiện kinh tế thị trường càng cần thiết lập một hình tượng anh hùng như Pavel. Vì vậy, ngay từ đầu năm 1998, Ban tuyên giáo Đảng ủy thành phố đã quyết tâm tổ chức và lập kế hoạch cho vấn đề này.
Thứ nhì, chúng tôi tin rằng chủ đề của loạt phim truyền hình 'Thép đã tôi thế đấy' với sự kiên trì và tinh thần tiên phong không ngưng nghỉ của Pavel Korchagin vốn có liên hệ chặt chẽ với tinh thần Thâm Quyến chúng tôi. Tinh thần của Thâm Quyến là 'khám phá, đổi mới, đoàn kết và cống hiến', và 'nhụ tử ngưu' là hình ảnh hiện thân của tinh thần này. Năm nay là dịp kỉ niệm 20 năm thành lập Đặc khu Kinh tế Thâm Quyến, trong thời gian ngắn 20 năm mà đã đạt những thành tựu phát triển kinh tế xã hội vang dội khắp thế giới, chính là nhờ sự hỗ trợ của chính phủ và động lực tinh thần mạnh mẽ này. Việc quay và phát sóng bộ phim như lời đồng chí phó thư kí tỉnh ủy Quảng Đông kiêm thư kí thành ủy Thâm Quyến Trương Cao Lệ, là có ý nghĩa thực tiễn trọng yếu và truyền cảm hứng cho phần lớn cán bộ nhân dân Thâm Quyến. 'Trí phú tư nguyên, phú năng tư tiến' chính là định hướng trọng yếu để chúng tôi tiếp tục phấn đấu phát triển".
Đề án được sự tán trợ tích cực của Sở Văn hóa Thông tin Thành phố Thâm Quyến, Tổng công ty Điện ảnh Quốc tế Thượng Hải và Đài truyền hình Trung ương Trung Quốc với tổng kinh phí đầu tư cho đến khi đóng máy là 10 triệu tệ. Đảm nhiệm khâu duyệt kịch bản và thực hiện sản xuất là Công ty Phát thanh Văn hóa Vạn Khoa (Thâm Quyến), cùng sự phối hợp tuyển nhân sự và cung cấp khí tài của Hãng phim Dovzhenko - cũng là nhà chế tác phiên bản kinh điển 1973.
| “                              | Cuốn tiểu thuyết này đã được dịch sang Trung văn và ấn hành hàng triệu bản. Các nhân vật được mô tả trong tiểu thuyết là nguồn cảm hứng cho nhiều thế hệ Trung Quốc. Người ta vẫn hoài niệm Pavel. Sự phấn đấu vượt gian khổ và hiến thân vẫn cần được phát huy mạnh mẽ trong cuộc cải cách khai phóng ngày nay. 這部小說自譯成中文後，至今已發行幾百萬冊，小說中所描寫的人物曾鼓舞了幾代的中國人，現在人們仍然懷念保爾，艱苦奮鬥和忘我獻身的精神在改革開放的今天仍需大力提倡。 | ” |
| — Nhà sản xuất Tưởng Thiếu Hoa | |   |

## Nội dung
| “              | Cái quý nhất của con người là sự sống. Đời người chỉ sống có một lần. Phải sống sao cho khỏi xót xa ân hận vì những năm tháng đã sống hoài sống phí, cho khỏi hổ thẹn vì dĩ vãng ti tiện và hèn đớn của mình, để khi nhắm mắt xuôi tay có thể nói rằng: Tất cả đời ta, tất cả sức ta, ta đã hiến dâng cho sự nghiệp cao đẹp nhất trên đời, sự nghiệp đấu tranh giải phóng nhân loại. 人最寶貴的是生命，這生命給予我們每個人只有一次。一個人的一生應該這樣度過：當他回首往事的時候，不因虛度年華而悔恨，也不因碌碌無為而羞恥。這樣，在臨終的時候，他可以說，我的整個鮮血和生命，都已經獻給世界上最壯麗的事業，為全人類的解放而奮鬥！ | ” |
| — Tựa đầu phim | |   |

Pavel Korchagin (thường được gọi là Pavlusa) là một thanh niên lớn lên trong khi điều kiện đất nước đang gặp nhiều khó khăn. Cũng như bao thanh niên Liên Xô khác, anh cũng có người bạn gái chơi thân, cô tên là Tônhia và sau này trở thành người yêu. Tônhia là một cô gái xinh xắn, yêu Pavel với tất cả tình cảm ban đầu trong trắng ngây thơ của một thiếu nữ mới lớn. Tình cảm của hai người có lẽ sẽ rất đẹp và trọn vẹn nếu như không có chuyện Pavel đi theo tiếng gọi của lý tưởng giai cấp lúc đó, lý tưởng muốn cống hiến sức trẻ của mình phục vụ cho Tổ quốc, cho cách mạng, theo tiếng gọi của Đảng Cộng sản. Anh trai Pavel cũng theo con đường này. Tônhia rất yêu Pavel nhưng không thể đợi anh và theo anh, không dám yêu một lý tưởng. Nhà Tônhia lại thuộc giai cấp tư sản. Pavel nói: "Anh trước hết là người của Đảng - sau đó mới là người của em và những người thân khác. Em có gan yêu một công nhân, nhưng lại không có gan yêu một lý tưởng".
Pavel đã chia tay Tônhia mà theo lý tưởng mình đã xác định. Anh hăng hái, hồ hởi cống hiến sức trẻ thanh niên của mình cho những công việc phục vụ cho nhân dân, cho Tổ quốc. Trong thời gian xây dựng con đường sắt nhỏ nối khu rừng với thành phố, tình cờ Pavel đã gặp lại Tônhia. Công việc ở đây rất cực nhọc, ngày đêm chịu đói rét, gian khổ để gấp rút hoàn thành cho kỳ được con đường sắt cho kịp trước khi mùa đông tới. Nếu không kịp thì tất cả mọi người trong thành phố này sẽ chết cóng vì không đủ gỗ để sưởi ấm. Do vậy, Tônhia đã suýt không nhận ra anh vì trông anh đã hoàn toàn khác, rách rưới, tím tái vì giá lạnh, gầy gò như một người ăn xin và đang xúc tuyết, tuy có đôi mắt thì vẫn là Pavơlusa ngày nào. Tuy nhiên, cô đã không dám bắt tay anh khi anh đưa tay ra và anh hiểu rằng, tình cảm cũ giữa hai người vĩnh viễn không còn nữa. Cô giờ đây đã có chồng và "sặc mùi băng phiến".
Sau này, trong quá trình lao động và sinh hoạt trong tổ chức Đảng, Pavel đã gặp Rita và được cô quý mến. Nhưng tình cảm giữa hai người chỉ giữ ở tình đồng chí. Về sau, có lúc Pavel bị bệnh sốt thương hàn và bị bại liệt, vôi hóa cột sống, phải ngồi xe lăn, y tá Frosia chăm sóc và động viên, dồn hết tình thương cho anh. Anh cảm thấy mình không được quyền lùi bước trước khó khăn, tin tưởng vào tình yêu mới và chuyển sang viết sách vẫn với ngọn lửa và chất thép đã được tôi luyện ngày nào.

## Kĩ thuật
Bộ phim chính thức khởi quay giữa tiết trời se lạnh của thủ đô Kiev ngày 16 tháng 02 và đóng máy cuối tháng 08 năm 1999, đến tháng 09 thì hoàn tất khâu hậu kỳ để kịp ra mắt khán giả Hoa lục ngày 01 tháng 10 năm 1999. Trong phim, tất cả tên nhân vật và địa danh đều dùng nguyên tiếng Ukraina nhưng phối âm Quan thoại.

### Sản xuất
- Trợ lí đạo diễn: Nadezhda Lagutenko
- Điều phối: Vasily Borodin
- Thiết kế: Sergey Brozdovsky
- Phối sáng: Triệu Lập Dân, Trịnh Tự Lực
- Hóa trang: Olga Polikashkina
- Hòa âm: Vương Hiến

### Diễn xuất
- Andrey Saminin... Pavel Korchagin (Pavka)
- Stanislav Boklan... Chính ủy Zhukhray
- Svetlana Prus... Rita Urtinovich
- Viktor Saraykin... Artyom - anh Pavka
- Lesya Samayeva... Tonya Tumanova
- Yelena Yeryomenko... Irina - mẹ Tonya
- Vladislav Mamchur... Viktor Leshchinsky
- Vyacheslav Dovzhenko... Chizhik
- Grigory Bokovenko... Ủy viên Lý
- Natalya Morozova-Shimada... Đoàn viên Komsomol
- Pyotr Sova... Symon Petliura
- Vyacheslav Slanko... Đại tá Golub
- Aleksandr Zhukovin... Zindel - sĩ quan Phổ
- Vitaly Novikov
- Valery Astakhov
- Dmitry Tuboltsev
- Vitaly Lipetsky
- Vladimir Tsyvinsky
- Oksana Voskanyan
- Sergey Tsimbalenko
- Aleksey Gorbunov
- Georgy Drozd
- Vasily Borodin
- Yelizaveta Slutskaya
- Aleksandr Bystrushkin
- Dmitry Lalenkov
- Vladimir Moiseyev
- Tưởng Thiếu Hoa
- Vladimir Zadneprovsky
- Dmitry Paleyev-Barmansky... Gián điệp
- Yegor Gerasimov
- Sergey Brzhestovsky
- Aleksandr Daniligan (II)

## Hậu trường
Các nhà làm phim Trung Quốc nhất trí rằng, phải có cái nhìn khách quan hơn về lịch sử, nhưng vẫn duy trì tinh thần cống hiến và niềm tin vào lí tưởng cộng sản. Mạch phim Thép đã tôi thế đấy là sự cố gắng bám sát tinh thần và nội dung nguyên tác, song nhà biên kịch khéo cài thêm nhiều tình tiết để bổ trợ tính cách và tâm lý nhân vật. Bản nhạc nền Phía xa bên kia sông (Там вдали за рекой) mượn từ phiên bản truyền hình 1973, do Nikolay Kool và Aleksandr Aleksandrov sáng tác năm 1924.
| “                             | Chúng tôi sẽ xem xét lại khả năng phát triển cốt truyện, vai trò của các nhân vật cùng mối quan hệ của họ. Đây phải là cách thể hiện hoàn toàn mới [...] Trung Quốc đang trải qua những cải cách nghiêm túc, xã hội đang biến đổi. Đọc lại tác phẩm bằng quan niệm hiện đại là nhiệm vụ của chúng tôi. Tôi có thể nói rằng, Pavka vẫn là một tấm gương sáng để noi theo. (Мы пересмотрим возможность развития сюжета, роль персонажей и их отношений. Это будет совершенно новая трактовка [...] Китай сейчас переживает серьезные реформы, меняется общество. Посмотреть на это произведение с позиции сегодняшнего дня - такая наша задача. Могу сказать, что Павка был и остается ярким примером для подражания) | ” |
| — Đồng đạo diễn Zhanar Sakhat | |   |

### Ảnh hưởng
Thép đã tôi thế đấy khi lên sóng đã gây chấn động làng giải trí Trung Quốc bởi sự đổi mới táo bạo phương thức chế tác điện ảnh truyền thống. Đây là bộ phim Hoa ngữ tiên phong dùng 100% diễn viên và bối cảnh ngoại quốc, khiến đa phần khán giả lầm tưởng là một bộ phim Ukraina thứ thiệt. Đây cũng là phim Trung Quốc trước nhất chuyển thể một ngoại văn nước ngoài, mà phải đợi thêm 5 năm nữa mới có Và nơi đây bình minh yên tĩnh. Cả hai xuất phẩm này sau khi công chiếu đều được khán giả Trung Quốc nồng nhiệt đón nhận đồng thời cũng được giới phê bình điện ảnh Nga hết sức tán thưởng.
Vai Pavel Korchagin khiến nam tài tử Andrey Saminin đột nhiên vang danh trong giới điện ảnh Hoa ngữ, dù trước đó anh là diễn viên sân khấu không mấy tên tuổi tại Ukraina. Sau khi phim Thép đã tôi thế đấy lên sóng, Saminin được các nhà làm phim Nga chú ý, liên tục mời tham gia phim truyền hình Nga hơi hướng hành động, đòi hỏi kĩ năng bộc lộ tâm lý cao - điều mà rất ít diễn viên Ukraina hiện đại có được.
Tại Việt Nam, bộ phim được VTV1 giới thiệu lần đầu vào năm 2001 ở khung 07 giờ sáng hàng tuần sau đó phát lại ở khung 21 giờ mỗi cuối tuần, giành được thiện cảm lớn của công chúng yêu thích văn học, đặc biệt văn học Nga.
Tuy nhiên tại Ukraina và Nga, nguyên quán của tác giả và tác phẩm, Thép đã tôi thế đấy được rất ít quan tâm của truyền thông và dư luận do xu hướng chính trị xã hội đã biến chuyển xa so với khi tác phẩm mới xuất hiện, vì cho rằng chỉ là sản phẩm tuyên truyền chính trị lỗi thời.

### Vinh danh
Tại lễ công bố Giải phim truyền hình Phi Thiên XX (1999), bộ phim nhận giải đặc biệt cho nhà sản xuất xuất sắc nhất, quay phim xuất sắc nhất, nhạc phim hay nhất, kỹ thuật phối sáng hay nhất, giải đặc biệt của giám khảo dành cho diễn viên chính xuất sắc nhất (Andrey Saminin) và giải đặc biệt của giám khảo cho ý tưởng nghệ thuật và đề án điện ảnh độc đáo nhất.
Cũng tại lễ trao Giải truyền hình Kim Ưng XVIII (2000), phim Thép đã tôi thế đấy của tổng giám chế Hàn Cương được thêm giải thưởng dành cho phim truyện nhiều tập xuất sắc nhất, đạo diễn xuất sắc nhất (Hàn Cương) và giải đặc biệt cho thiết kế mỹ thuật ấn tượng nhất.